# Jules Diéterle
Pour les articles homonymes, voir Dieterle.
Jules Diéterle, né le 8 février 1811 à Paris où il est mort le 22 avril 1889, est un peintre, peintre sur porcelaine, dessinateur,  sculpteur, architecte et décorateur de théâtre français.

## Biographie

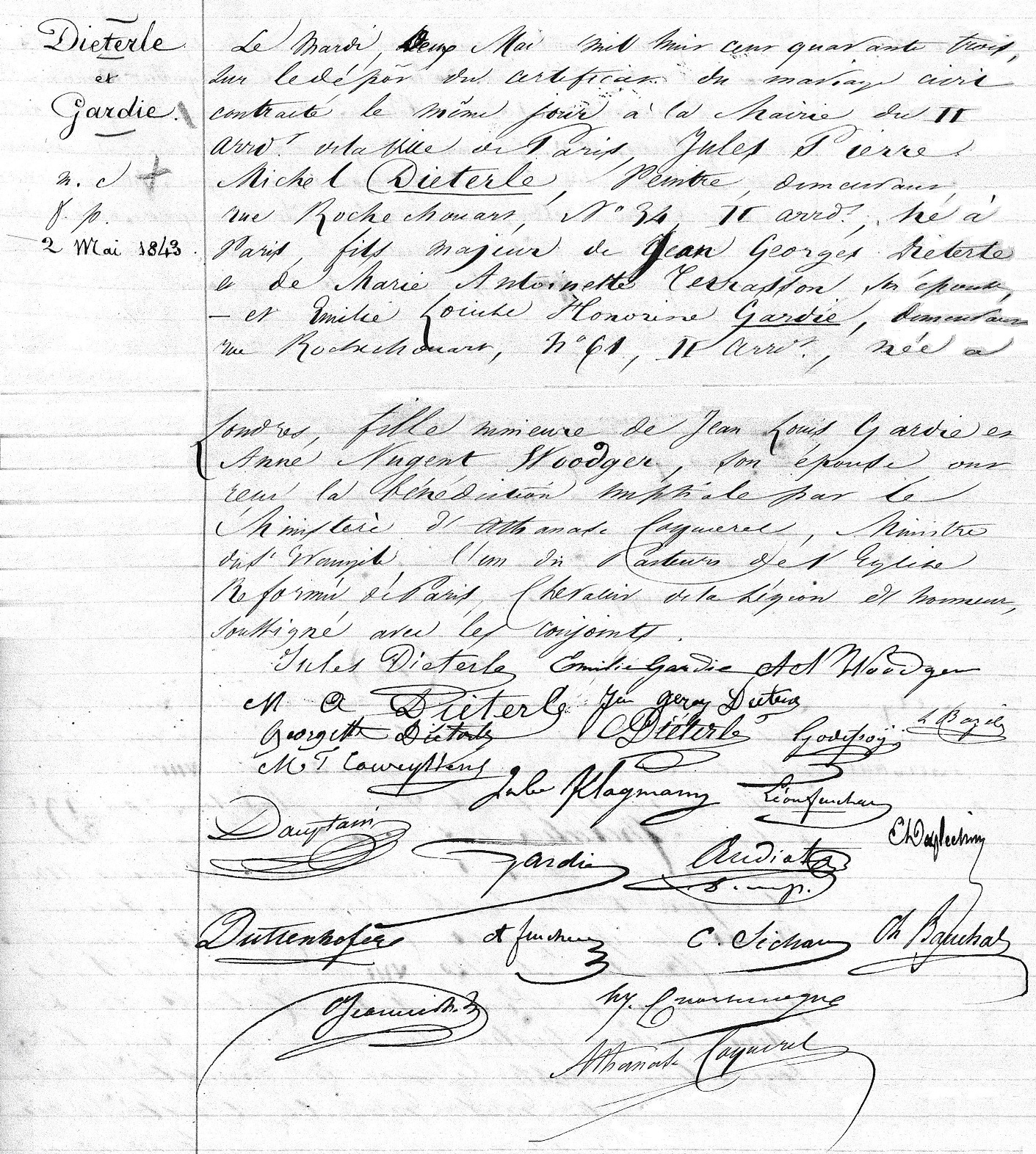
Acte de mariage protestant de Jules Diéterle et Émilie Gardie à Paris, le 2 mai 1843. La bénédiction nuptiale est célébrée par le pasteur de l'Église réformée, Athanase Coquerel.

Jules-Pierre-Michel Diéterle est le fils de Jean Georges Diéterle, facteur de pianos, et de Marie-Antoinette Terrasson, né à Paris le 8 février 1811, est un artiste très polyvalent. Il débute avec le peintre-décorateur Hugues Martin, puis il intègre la manufacture de papiers peints Dockain, rue du Faubourg-Saint-Antoine à Paris.
Jules Diéterle entre par la suite à l'atelier de Charles Cicéri (1782-1868). En juin 1832, il travaille à l'Opéra sur les décors de La Tentation, un ballet-opéra en cinq actes de Jean Coralli. En 1833, il fonde avec Charles Séchan (1803-1874), élève de Cicéri, une association sous l'appellation de Séchan et Diéterle. Léon Feuchère les rejoint, suivi d'Édouard Desplechin. De 1832 jusqu'en 1848, sa carrière de décorateur se confond avec celles de ses collaborateurs, mais leur association est dissoute en 1849. Cette dernière année-là, Jules Diéterle restaure la galerie d'Apollon au palais du Louvre avec Charles Séchan. 
Parallèlement, il entre en 1840 à la manufacture nationale de Sèvres comme artiste chef. De 1852 à 1855, il est nommé chef des travaux d'art. Jules Diéterle a l'État français comme commanditaire et il réalise pour le prince Napoléon, un service dans un style dit « pompéien ».
Jules Diéterle se marie le 2 mai 1843 à Paris, avec Émilie Louise Honorine Gardie, fille de Jean Louis Gardie et d'Ann Nugent Woodger. De cette union sont nés quatre enfants : Georges Pierre Diéterle le 25 mars 1844, Louise Emma Diéterle le 20 août 1845, Charles Jules Diéterle le 6 avril 1847 et Anne Marguerite Diéterle le 3 mai 1853.
En 1848, il est président du Conseil supérieur de perfectionnement des manufactures des Gobelins, de Beauvais et de Sèvres. En 1852, Séchan et Diéterle se rendent à Constantinople où ils sont chargés d'exécuter les décorations intérieures dans les palais du sultan Abdülmecid 1er (Abdul-Medjid).
Charles Séchan devient officieusement le beau-père de Jules Diéterle. En effet, il vit maritalement à partir de 1851 avec Ann Nugent Woodger, séparée de son époux et mère d'Émilie Louise Honorine Gardie.
Édouard Bénazet (1801-1867), homme d'affaires français, fermier des jeux et successeur à ce titre, de son père Jacques Bénazet (1778-1848), confie à Charles Séchan, Jules  Diéterle et le beau-frère de ce dernier, Louis Jules Haumont, la décoration des quatre salons du casino surnommé la « Maison de Conversation » à Baden-Baden en 1853. 
Jules Diéterle est nommé chevalier de la Légion d'honneur le 14 août 1852, avant d'en être promu officier le 15 juillet 1867.
Jules Dieterle et son ami, le magistrat François-Alexandre Metzinger, séjournent à Yport en 1856 à l'hôtel Tougard. Sous l'attrait de la côte normande, ils reviennent les années suivantes avec quelques amis comme Jean-Paul Laurens, Julien Gorgeu (banquier parisien, maire d'Yport) et Alfred Nunès (employé de banque parisien, cousin du peintre Camille Pissarro, maire d'Yport).
En 1863, il fait construire la villa « Les Charmilles » à Yport, tandis que son fils aîné Georges Diéterle, s'installe dès 1870 dans une ferme à Criquebeuf-en-Caux, « La ferme des roses ». Au cours de la guerre franco-allemande de 1870, la mère de Jules Diéterle, Marie-Antoinette Terrasson, se réfugie à Yport. La ville de Paris est alors encerclée par les troupes allemandes et de nombreux habitants fuient la capitale. Au mois de juillet 1872, le peintre Camille Corot loge chez les Diéterle à Yport et Criquebeuf-en-Caux. À la mort de Jules Diéterle, la villa d'Yport est vendue au peintre paysager et portraitiste Albert Fourié (1854-1937).
En 1876, Jules Diéterle accède au poste d'administrateur de la manufacture nationale de Beauvais puis à la fonction de président de l'Union centrale des arts décoratifs. il démissionne en 1882 pour raison de santé.
Jules Diéterle meurt le 22 avril 1889 à son domicile parisien du 68, rue Pierre-Charron.

## Famille
La descendance de Jules Diéterle compte de nombreux artistes.
Sa fille, Marguerite Diéterle, a épousé Jules Badin de Châtel-Censoir, peintre et directeur des manufactures des Gobelins et de Beauvais. Il a comme arrière-petit-fils Hubert de Givenchy (1927-2018), l'un des couturiers les plus importants du XXe siècle.
Un autre de ses enfants est le dessinateur, peintre et architecte, Georges Diéterle (1844-1937), et l'une des petites-filles de Jules Diéterle, est Yvonne Diéterle (1882-1974), sculptrice et peintre, épouse de Jean-Pierre Laurens, peintre également.
Son autre fils est Charles Diéterle (1847-1933), peintre, époux de Marie Van Marcke de Lummen dite Marie Diéterle (1856-1935), artiste peintre.

## Œuvres

### Dessin et peinture
- Palais de la Renaissance, avec loggia et escaliers, dessin, crayon sur papier, 37,5 × 60,3 cm, Sotheby's London, 13 avril 1992[13].
- Trophée de Chasse, 1892, huile sur toile, carton de tapisserie pour le décor du palais de l'Élysée, Roubaix, La Piscine, dépôt du Mobilier national en 1892.
- Portrait d'une femme assise, 1874, huile sur toile, 107 × 73 cm, signé et daté de, vente Joron-Derem, 8 novembre 2006[14].
- Avant l'orage, 1880, huile sur toile, Fécamp, musée des Pêcheries.

### Objet d'art
- Vase Diéterle, or et couleurs.
- Vase Rimini.
- Vase de Chantilly, nouvelles de la Guerre.
- Service Pompéien du prince Napoléon.
- Paire de vases Ly.
- Coupe de Rivoli, fond céladon, décor or et couleurs.
- Vase à quatre lobes, d'une paire, fond bleu, riche décor en or de style persan.
- Pièces pour le service pompéien du prince Napoléon  à fond rouge pompéien.
- Paire de vases 'Rimini à anses en forme de serpent.
- Vase Diéterle, élément d'une paire à fond céladon et décor or avec fleurs peintes.
- Vase commémoratif de l'exposition universelle de Londres en 1851

Œuvres de Jules Diéterle
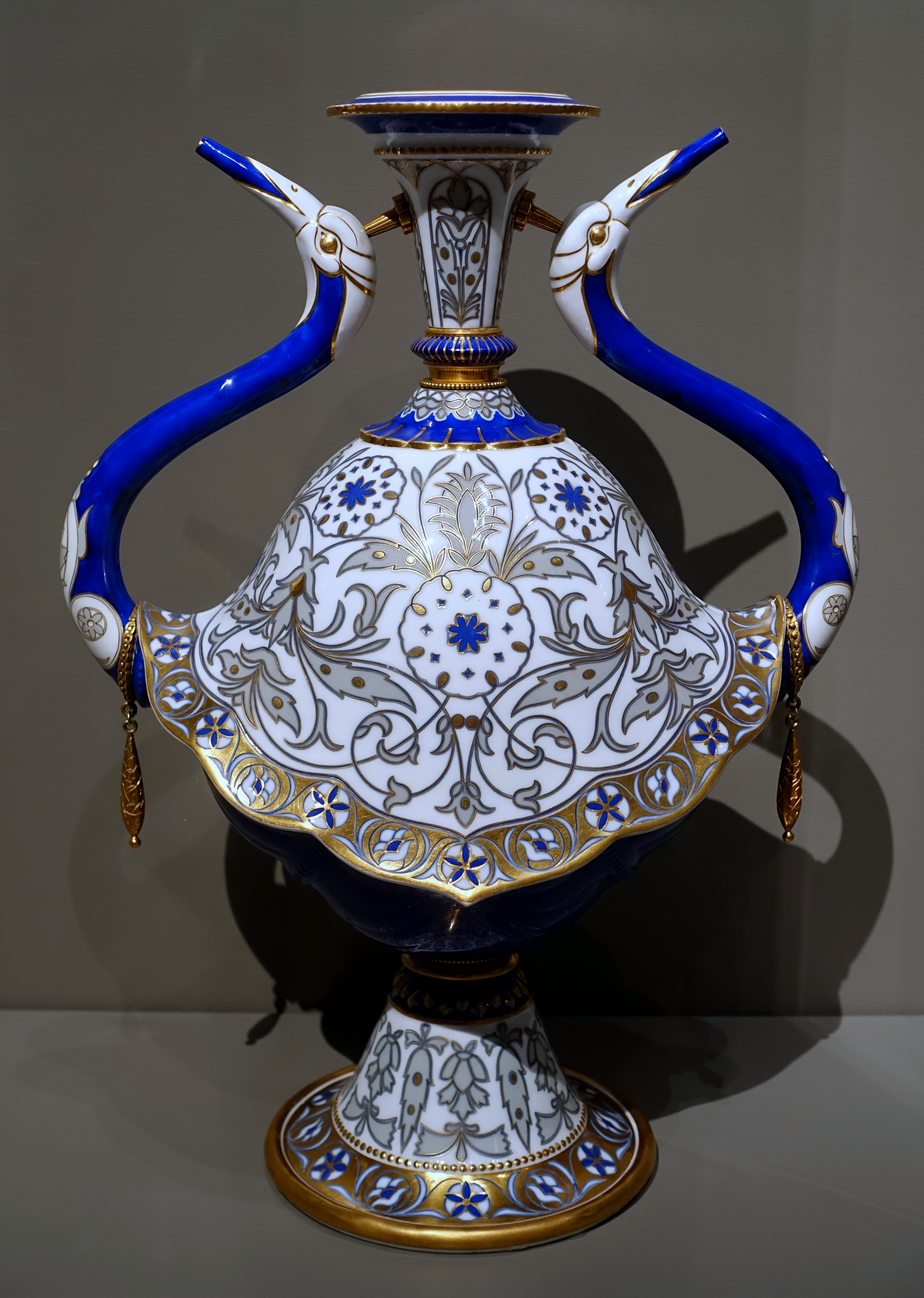
Aiguière (1854), porcelaine de Sèvres, Hartford, Wadsworth Atheneum.
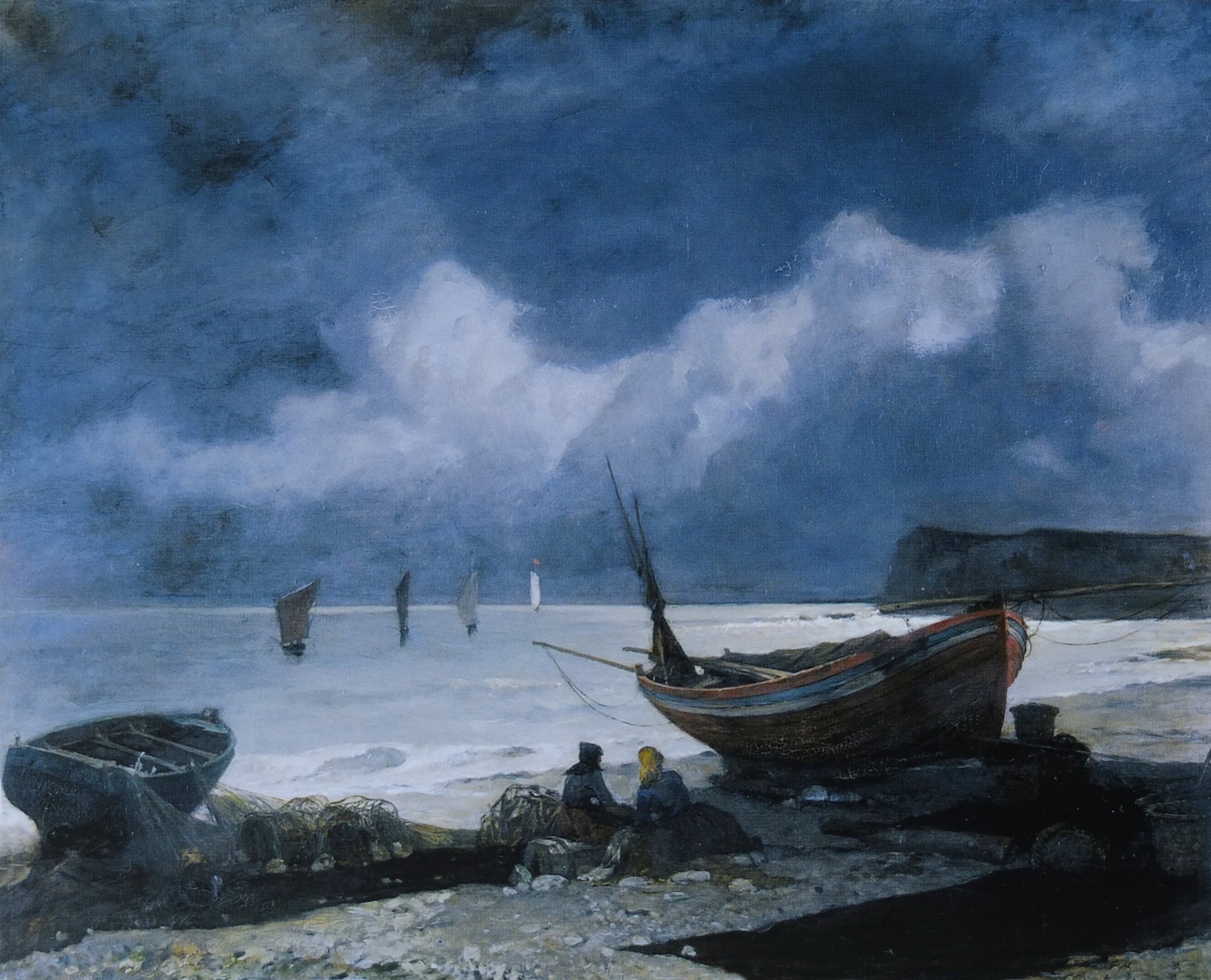
Avant l'orage, plage d'Yport (1880), Fécamp, musée des Pêcheries.
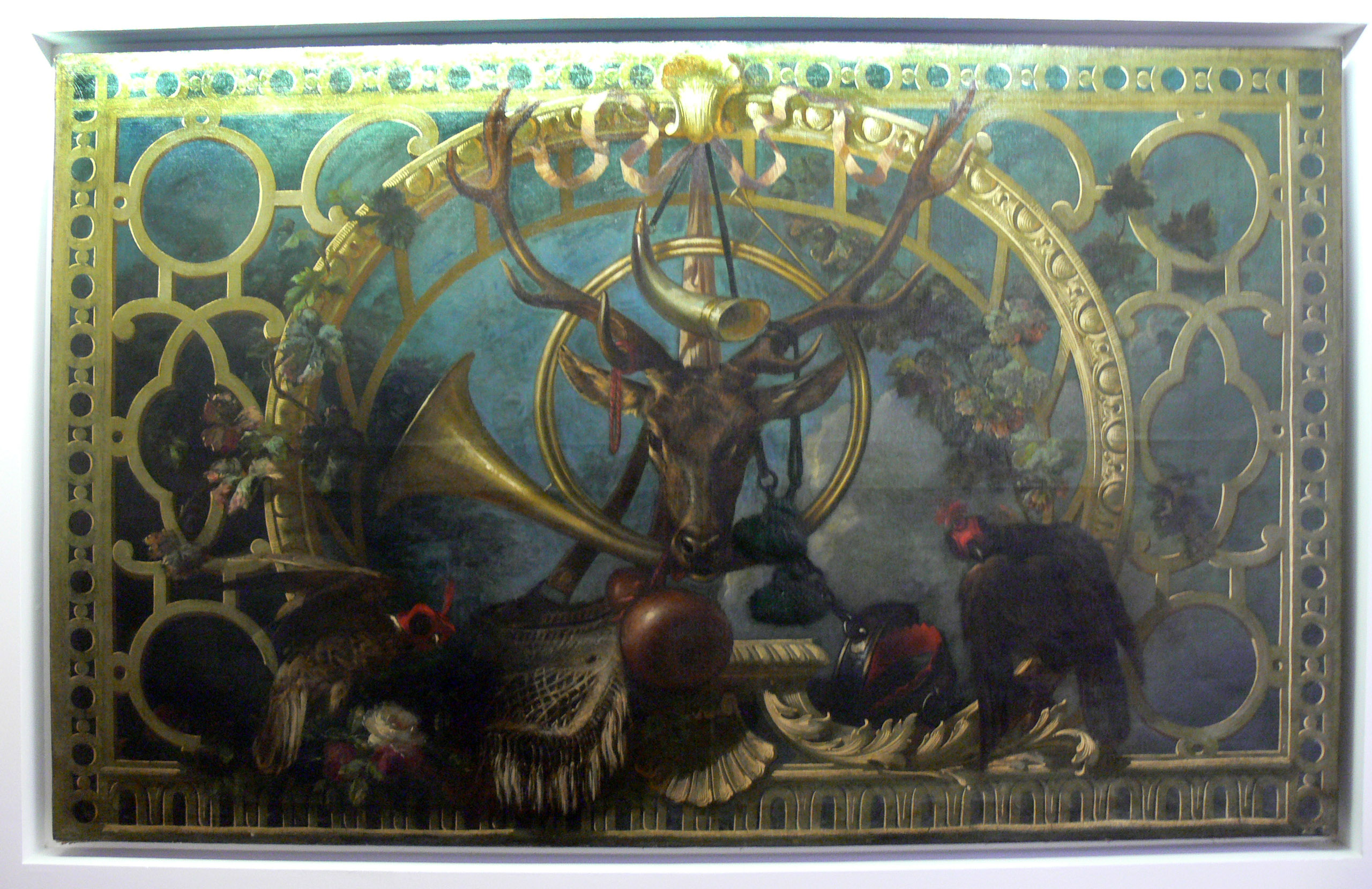
Trophée de Chasse (1892), Roubaix, La Piscine. Carton de tapisserie pour le décor du palais de l'Élysée.

### Articles de l'encyclopédie
- Peinture
- Sculpture
- Arts décoratifs
- La Piscine, Musée d'Art et d'Industrie (Roubaix)